# Fritz Bayerlein
Fritz Hermann Michael Bayerlein (14 de gener de 1899 - 30 de gener de 1970) va ser un general de la Wehrmacht durant la Segona Guerra Mundial. Inicialment va servir com a oficial d'estat major, inclòs amb Erwin Rommel a l'Afrika Korps. Després va comandar la 3a Divisió Panzer, la Divisió Panzer Lehr i el LIII Cos d'Exèrcit al teatre europeu. Bayerlein va rebre la Creu de Cavaller de la Creu de Ferro amb fulles de roure i espases.

## Primera guerra mundial i període d'entreguerres
Durant la Primera Guerra Mundial, Bayerlein va ser reclutat per combatre com a soldat el 1917 al 9è Regiment d'Infanteria bavarès, al Front Occidental. Posteriorment va ser destinat al 4t Regiment d'Infanteria, resultant ferit i sent condecorat per la seva actuació al front amb la Creu de Ferro.
Acabada la contesa, Fritz Bayerlein es va allistar durant un curt període en un batalló de voluntaris, per ser posteriorment transferit, el maig de 1919, al 45è Regiment d'Infanteria. L'any 1921 va efectuar un curs de formació com a oficial, passant així a ser un dels oficials del disminuït Exèrcit alemany que permetien les clàusules del tractat de Versalles. A la Reichswehr va aconseguir el rang de comandant. L'1 d'abril de 1939, Bayerlein va ser nomenat Primer Oficial d'Estat Major (Ia) de la 10a Divisió Panzer i va participar en la invasió de Polònia amb aquesta unitat.

## Segona Guerra Mundial
Bayerlein va servir com a oficial d'estat major del general Heinz Guderian per a la invasió de Polònia i la batalla de França. A l'operació Barba-roja, la invasió de la Unió Soviètica, durant el juny de 1941, Bayerlein va ser assignat a l'estat major del Grup Panzer 2 de Guderian. Després de la batalla de Kíiv, Bayerlein va ser transferit a l'estat major del Generaloberst Erwin Rommel. Bayerlein va ser traslladat a la Führerreserve l'agost de 1942, després reassignat a l'Afrika Korps com a Cap d'Estat Major.
Pel seu lideratge en els combats a la zona de Sidi Rezegh i la retirada a El Agheila el novembre de 1941, va rebre la Creu de Cavaller de la Creu de Ferro el 26 de desembre de 1941. L'1 d'abril de 1942 va ser ascendit a coronel. Des del 7 de desembre de 1942 va actuar com a Cap d'Estat Major de Panzerarmee Afrika i va mantenir aquest càrrec fins i tot quan l'exèrcit va ser rebatejat com a "1r Exèrcit italià" (1a Armata Italiana) el febrer de 1943 i el general italià Giovanni Messe va assumir el comandament. L'1 de març de 1943 va ser ascendit a general de divisió. El 6 de maig de 1943, pocs dies abans de la rendició de les tropes alemanyes al final de la campanya de Tunísia, Bayerlein va ser traslladat a Itàlia per malaltia en un dels últims avions i col·locat a la reserva de comandament. El 6 de juliol de 1943 se li va concedir les Fulles de Roure a la Creu de Cavaller de la Creu de Ferro pels seus serveis al capdavant del 1r Exèrcit italià.
Bayerlein va ser enviat al front oriental l'octubre de 1943, per dirigir la 3a Divisió Panzer, que va ser envoltada a Kirovograd. Bayerlein va liderar una ruptura a través de l'encerclament soviètic.
Va ser reassignat al comandament de la Divisió Panzer Lehr, que es va traslladar a Normandia el 7 de juny. Durant l'operació Cobra, els bombardejos aliats prop de Saint-Lô van delmar la divisió. Les restes de la Divisió Panzer Lehr van sortir de la bossa de Falaise i es van desplaçar cap a l'est cap a Vire l'agost de 1944. La divisió va participar després a l'ofensiva de les Ardenes, el desembre de 1944, com a part del XLVII Cos Panzer; Bayerlein va ser rellevat del comandament després de la fallida ofensiva. Va prendre el comandament del LIII Cos d'Exèrcit el febrer de 1945 i es va rendir a l'exèrcit dels Estats Units a la bossa del Ruhr el 19 d'abril de 1945.
Bayerlein va ser presoner de guerra des de l'abril de 1945 fins a l'abril de 1947. Durant aquest temps, ell i molts altres generals en captivitat aliada van escriure les històries de batalla europees per a la Divisió Històrica de l'Exèrcit dels Estats Units. Bayerlein va ser alliberat el 1947. Va escriure sobre temes militars i va continuar el seu treball per a la Divisió Històrica. Va morir el 1970. Bayerlein és acreditat com a assessor tècnic de la pel·lícula de 1961, Els canons de Navarone.